# Sliotar

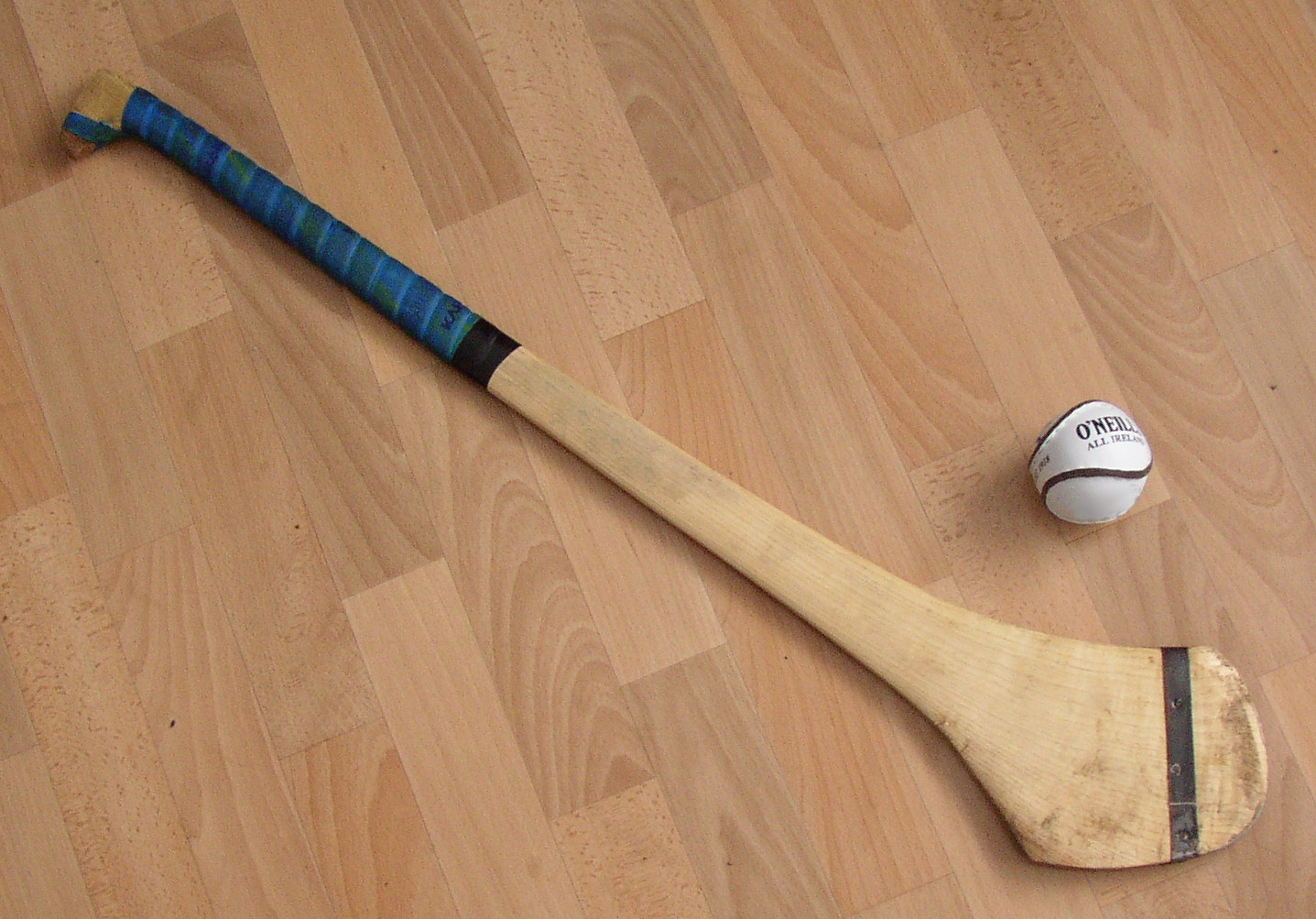
Hurley y sliotar.

Un sliotar (o sliothar, que puede derivar de las palabras gaélicas sliabh, que significa ‘montaña’, y thar, ‘cruzar’), cuya pronunciación es /ʃlʲɪt̪ˠəɾˠ/, es una dura pelota sólida de unos 70 mm de diámetro, unos 100 gramos de peso, consistente en un núcleo de corcho cubierto por dos pedazos de cuero cosidos. Recuerda a la bola de béisbol pero con una costura más pronunciada. Se usa en los siguientes juegos gaélicos: hurling, camogie (versión femenina del hurling), rounders y shinty.
Los antiguos sliotares (anteriores a la creación de la Asociación Atlética Gaélica o Gaelic Athletic Association) podían ser de diversos materiales, dependiendo de su procedencia geográfica:
- Bronce hueco.
- Madera y cuero.
- Madera, cuerda y cabello de animales.

En el otoño de 1884, Michael Cusack fundó la Asociación Atlética Gaélica (Gaelic Athletic Association) en la localidad de Thurles. Los esfuerzos de Cusack de popularizar el Hurling desembocaron en la creación de un torneo en 1885 y de un partido interregional en Dublín en 1886 entre Galway-sur y Tipperary-norte. Fue en este partido cuando la pelota de cuero creada por Ned Terston se convirtió en el modelo estándar que aún se utiliza hoy en día.